# (3193) Elliot
(3193) Elliot (1982 DJ) – planetoida z grupy pasa głównego asteroid okrążająca Słońce w ciągu 3,48 lat(1270 dni) w średniej odległości 2,3 au. Odkryta 20 lutego 1982 roku.